# Matt Wenstrom
Matthew William Wenstrom (* 4. November 1970) ist ein ehemaliger US-amerikanischer Basketballspieler.

## Laufbahn
Der 2,16 Meter große Innenspieler gehörte von 1989 bis 1993 zur Hochschulmannschaft der University of North Carolina (UNC). Während dieser Zeit studierte er Politikwissenschaft und Geschichte. Wenstrom kam in 119 Spielen für „UNC“ zum Einsatz (Punkteschnitt: 1,6 je Begegnung). Zu seinen Mannschaftskameraden gehörten neben anderen der Deutsche Henrik Rödl, Rick Fox und Derrick Phelps. Wenstrom war Zimmergenosse Rödls. 1993 gewann Wenstrom mit North Carolina den Meistertitel in der ersten NCAA-Division. Im Laufe des Meisterjahres erzielte er in 33 Spielen im Durchschnitt 2,5 Punkte pro Partie.
Nach dem Ende seiner Universitätszeit blieb Wenstrom 1993 im Draft-Verfahren der NBA zwar unberücksichtigt, ihm gelang aber dennoch der Sprung in die beste Liga der Welt. In der Saison 1993/94 bestritt er elf Spiele für die Boston Celtics und erzielte im Schnitt 1,6 Punkte pro Begegnung.
Im Spieljahr 1994/95 stand Wenstrom bei Trodat Wels in der österreichischen Bundesliga unter Vertrag. 1995 wurde er vom deutschen Bundesligisten TuS Herten (später mit dem Umzug nach Oberhausen in Ruhr Devils umbenannt) verpflichtet und war in der Saison 1995/96 mit 17,3 Punkten je Begegnung bester Hertener Korbschütze. In der Saison 1996/97 gehörte in Herten mit Donald Williams ein Spieler zu seinen Mannschaftskollegen, mit dem Wenstrom bereits an der University of North Carolina zusammengespielt hatte. Wenstrom spielte bis Februar 1998 für die Ruhr Devils. Er beendete seine Laufbahn und wurde in den USA beruflich im Bankwesen, danach für Unternehmen tätig, die Firmen bei der Sanierung unterstützen.